# 連雲港市
連雲港市（れんうんこう-し）は、中華人民共和国江蘇省に位置する地級市。全国十大港湾の一つである貿易港を有し、中国に14ある沿海の経済技術開発区の一つでもある。

## 地理
江蘇省の東北部にあって黄海に面し、北は山東省日照市、西は徐州市、淮安市、南は淮安市、塩城市に隣接。気候は海流の影響で温暖で、年平均気温は14℃、年間降水量は930mm。全体に海沿いの平坦な土地だが、西部には山地があり、その最高点である南雲台山の玉女峰（標高625m）は江蘇省の最高点でもある。
農業も盛んで、水稲や小麦、綿、大豆、落花生などが生産されている。

## 歴史
連雲港の古い名は海州であり、春秋時代には呉を滅ぼした越王勾践がこの地を首都とし中原の覇者となった。秦朝以降は江蘇地方の重要港湾都市とされ、清末には税関が設置されている。
1925年に隴海鉄道が海州まで開通し、1932年より海州湾奥で近代的な港湾の建設が始まった。1933年には埠頭が完成し、港の前にある連島という島と、背後にある海上雲台山という山の名前から連雲港と名付けられた。1934年に隴海鉄道が埠頭まで延伸し、同年連雲港は開港した。
隴海鉄道当局と海州周辺の行政当局は港湾都市の発展促進のために新たな市を作ることを求め、江蘇省は1935年（民国24年）1月に東海県東部と灌雲県の北部を分割して連雲市を設置することを正式に決定、1935年12月に正式に省直轄の連雲市が発足した。
1948年（民国37年）には東海県海州、新浦地区を統合し新海連特区と改編された。中華人民共和国が成立すると1949年に新海連市と改称し山東省の管轄とした。その後1952年に江蘇省に移管、1961年に連雲港市と改称され現在に至る。
改革開放政策が発表されてからは中国で最初に指定された14箇所の経済技術開発区の一つになった。

## 行政区画
3市轄区・3県を管轄する。
- 市轄区：
  - 海州区・連雲区・贛楡区
- 県：
  - 東海県・灌雲県・灌南県

| 連雲港市の地図                                                                                       |
| --- |
| 連雲区 海州区 贛楡区 東海県 灌雲県 灌南県 山東省日照市との境界未定地域であり、江蘇省側の実効支配中。 |

### 年表
この節の出典

#### 新海連市
- 1950年11月18日 - 山東省臨沂専区新海県が地級市の新海連市に昇格。(1市)
- 1950年12月6日 - 新海連市が臨沂専区に編入。

#### 連雲港市
- 1962年6月25日 - 江蘇省徐州専区連雲港市が地級市の連雲港市に昇格。新浦区・海州区・連雲港弁事処・塩区弁事処が成立。(2区2弁事処)
- 1970年1月28日 (4区)
  - 連雲港弁事処が区制施行し、連雲区となる。
  - 塩区弁事処が区制施行し、塩区となる。
- 1981年9月7日 - 新浦区・連雲区の各一部が合併し、郊区が発足。(5区)
- 1983年1月18日 - 徐州地区東海県・贛楡県、淮陰地区灌雲県を編入。(5区3県)
- 1983年4月25日 - 灌雲県の一部が分立し、南城区が発足。(6区3県)
- 1983年6月14日 (3区3県)
  - 新浦区・海州区が合併し、新海区が発足。
  - 塩区・郊区・南城区が合併し、雲台区が発足。
- 1986年4月7日 - 新海区が分割され、新浦区・海州区が発足。(4区3県)
- 1996年7月19日 - 淮陰市灌南県を編入。(4区4県)
- 2001年10月1日 - 雲台区が連雲区・新浦区に分割編入。(3区4県)
- 2005年5月18日 (3区4県)
  - 新浦区の一部が連雲区に編入。
  - 灌雲県の一部が新浦区に編入。
- 2009年6月3日 - 灌雲県・新浦区の各一部が海州区に編入。(3区4県)
- 2010年7月25日 - 贛楡県・灌雲県の各一部が連雲区に編入。(3区4県)
- 2011年2月10日 - 灌雲県の一部が灌南県に編入。(3区4県)
- 2014年5月2日 (3区3県)
  - 新浦区・海州区が合併し、海州区が発足。
  - 贛楡県が区制施行し、贛楡区となる。

## 経済
連雲港はシベリア鉄道に代わる中央アジア経由の大陸横断鉄道網「新ユーラシア・ランドブリッジ」の東の終着点としても計画される交通の要衝である。日本や韓国はじめ多くの国からのコンテナ航路が連雲港に着き、ここからコンテナ貨物が大陸横断鉄道に載せかえられオランダのロッテルダム港をはじめヨーロッパ、中東など40以上の国や地域に発送される。また中国最初の沿海対外開放都市の一つとして発展し、国の経済技術開発区が置かれるなど、経済活動も活発。2000年11月には、味の素が連雲港味の素冷凍食品 (有) を設立。

## 交通

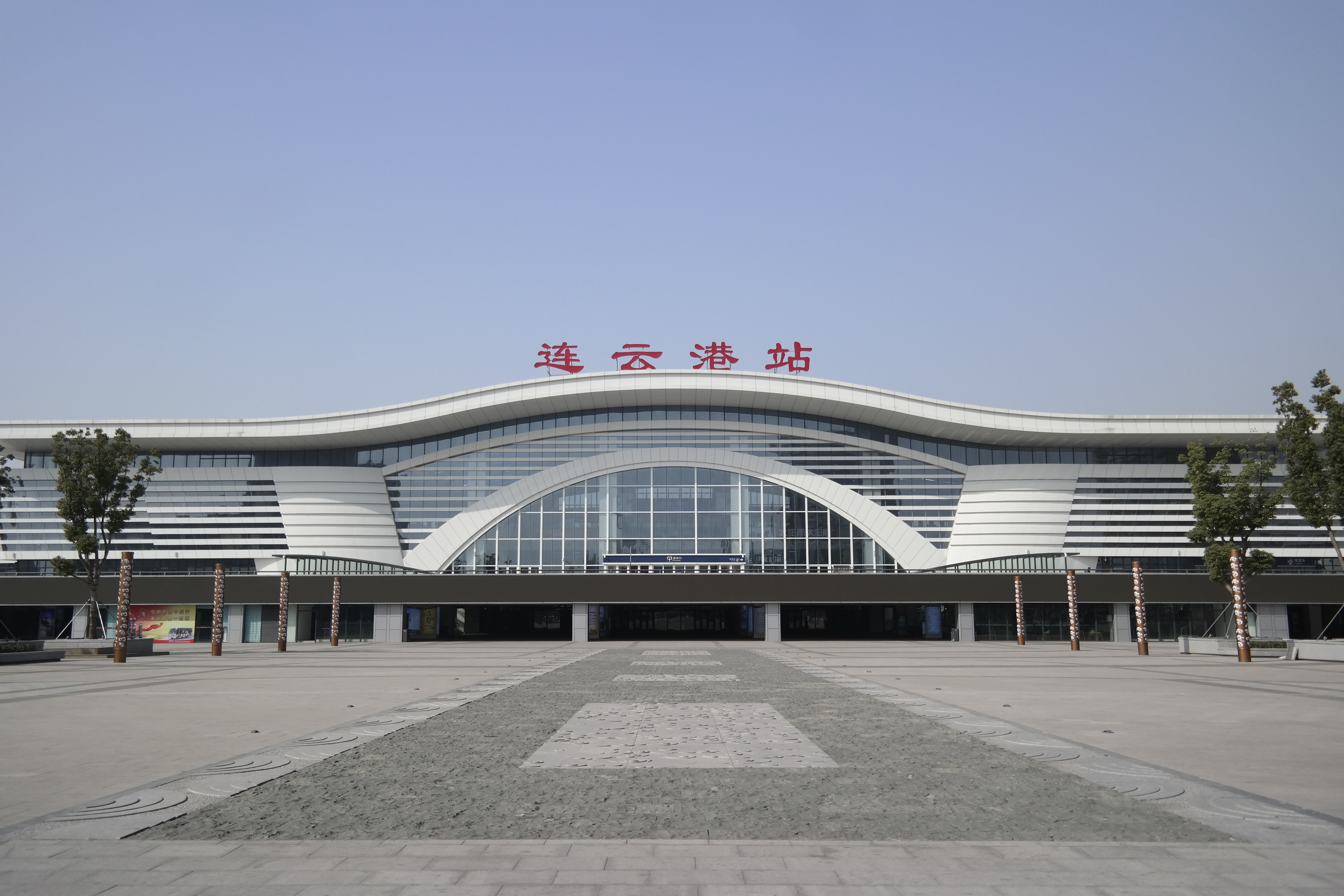
連雲港駅

- 航空 -  2021年12月2日、連雲港花果山空港が市内の灌雲県に開港した。中国各地と結ばれている。連雲港白塔埠空港は軍用飛行場となった。
- 鉄道 - 鉄道は、中国を東西に貫く隴海線（徐州、開封、洛陽、西安を経て蘭州に至る）の海側の終点であり、中央アジアを経てヨーロッパ各地を結ぶ鉄道につながっている。
- 高速鉄道 - 連雲港駅（中国語版）は青塩線、連鎮旅客専用線（中国語版）、徐連旅客専用線（中国語版）が発着し、全国の高速鉄道網と接続されている。
- 道路 - 高速道路では、中国の幹線道路のうち二つ、同三高速公路（黒竜江省同江市～海南省三亜市を結ぶ南北の沿海高速道路）と連霍高速公路（連雲港と新疆ウイグル自治区霍爾果斯（ホルゴス）を結ぶ東西横断高速道路）が連雲港で交差している。
  - G204国道、G310国道（中国語版）、G327国道（中国語版）の3本の国道が交わる。
- バス - 市内にはBRTがあり、海州区と連雲区の中心部を繋ぐ。

## 教育
市内には大学（本科）二つある。
- 大学
  - 江蘇海洋大学（元淮海工学院）
  - 南京医科大学康達学院
- 専門学校
  - 連雲港師範高等専科学校
  - 連雲港職業技術学院
  - 江蘇財会職業学院
  - 江蘇城市職業学院連雲港キャンパス
- 高等学校
  - 江蘇省新海高級中学：全江蘇省屈指の名門公立高校。市内唯一の五星高校。
  - 江蘇省贛楡高級中学
  - 江蘇省海州高級中学
  - 江蘇省板浦高級中学
  - 江蘇省東海高級中学
  - 江蘇省海頭高級中学
  - 江蘇省灌雲高級中学
  - 江蘇省灌南高級中学
  - 江蘇省連雲港高級中学
  - 江蘇省白塔高級中学
  - 連雲港市外国語学校

## 古跡・観光地
- 花果山：標高625.3m。雲台山山系の名峰。西遊記では、孫悟空が生まれた山として語られている山。
- 徐福祠：徐福の故郷とされる贛楡県にある。
- 塩河巷：市内中心部にあり、淮海文化を展示する歓楽街。
- 孔望山：かつて孔子とその弟子がこの山を登り、海を眺めたと語られている。
- 連島：連雲区海域に位置する海の観光名所。

## 友好都市
- 日本・堺市（1983年12月3日提携）。また、同年には堺泉北港と友好港を提携。
- 日本・佐賀市（1998年11月27日提携）。
- 韓国・木浦市
- オーストラリア・ジーロング
- ニュージーランド・ネーピア
- ロシア・ヴォルシスキー
- スペイン・サバデイ
- キルギス・ビシュケク

## 著名人
- 徐福：現在の連雲港市贛楡区に生まれた秦代の方士。日本へ渡航。
- 糜竺：中国後漢末期から三国時代の蜀漢の政治家。
- 糜芳：糜竺の弟。荊州で劉備側を裏切って結局は関羽に死亡を招いた。
- 朱自清：現在の連雲港市東海県に生まれ。中国近代の文豪・詩人。